# Jan Jacobus Friedrich Egmond de Wilde
Pour les articles homonymes, voir de Wilde.
Jan Jacobus Friedrich Egmond de Wilde, né en 1932, est un botaniste, collecteur et taxinomiste néerlandais, spécialiste des Begoniaceae.
Il collecta des plantes notamment dans les pays suivants : Côte d'Ivoire, Cameroun, Éthiopie, France, Liberia, Maroc, Portugal, Sao Tomé-et-Principe, Turquie.

## Éponymie
Plusieurs taxons lui rendent hommage, tels que Baphia dewildeana ou Globulostylis dewildeana.